# Papaver nudicaule
Papaver nudicaule is een bloemplant met een subpolair verspreidingsgebied. Ze komt van nature voor in Noord-Europa, inclusief IJsland en ook in Noord-Amerika.
De plant is kruidachtig en tweejarig of overblijvend. De grote bloemen bloeien aan het eind van gebogen stengels.
In de handel zijn een aantal cultivars verkrijgbaar in de kleuren geel, oranje, zalmkleurig, roze, crèmekleurig en wit.
De planten hebben een voorkeur voor lichte grond met goede afwatering en volle zon. De zaden ontkiemen niet gemakkelijk, terwijl de plant niet tegen heet weer kan.

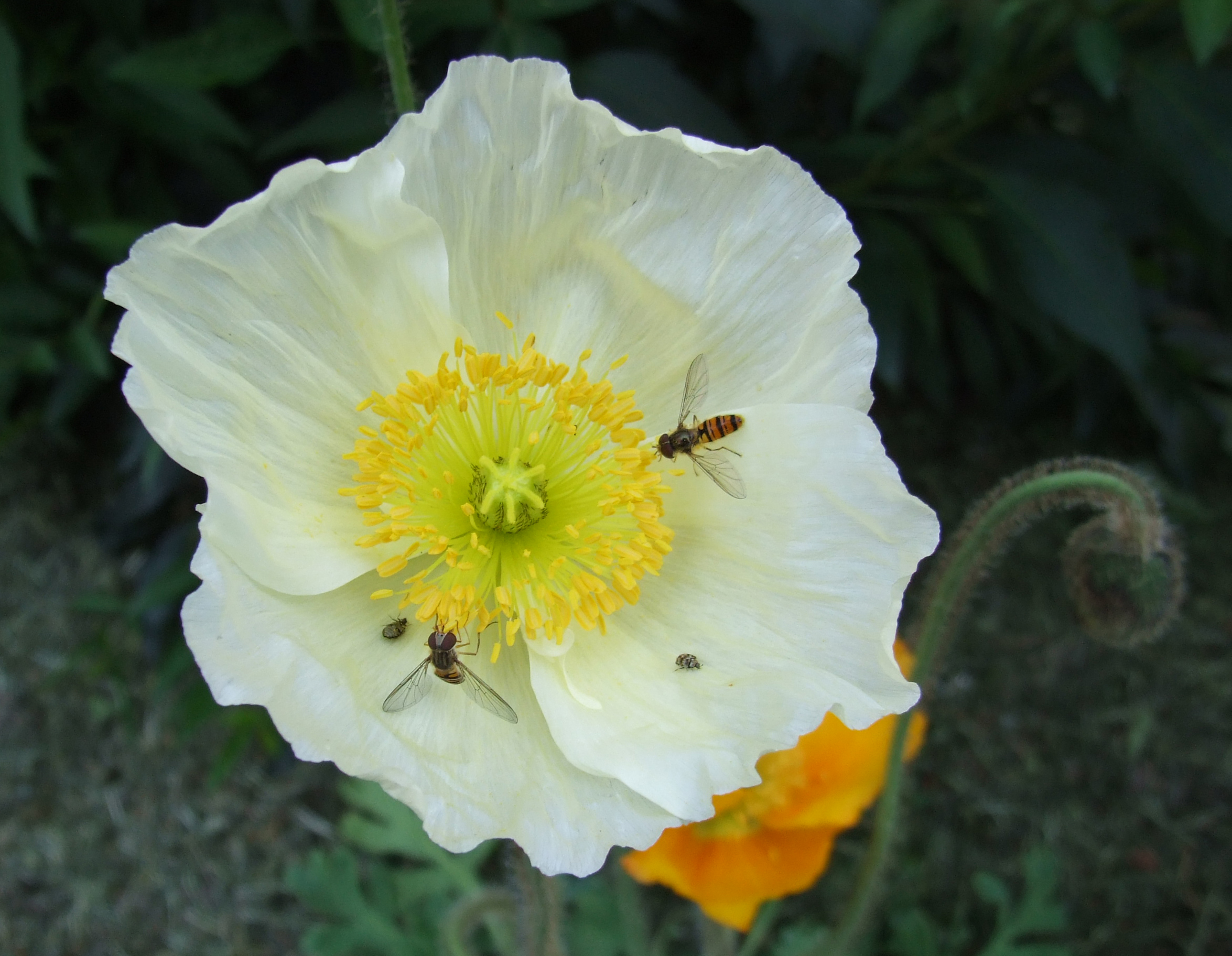
Bloem

... · 
P. alpinum · 
P. argemone (Ruige klaproos) · 
P. bracteatum · 
P. californicum · 
P. dahlianum · 
P. dubium (Bleke klaproos) · 
P. hybridum (Bastaardklaproos) · 
P. nudicaule · 
P. orientale (Reuzenklaproos) · 
P. radicatum · 
P. rhoeas (Grote klaproos) · 
P. rupifragum · 
P. rupifragum var. atlanticum (Donzige klaproos) · 
P. somniferum (Slaapbol) · 
P. umbonatum · 
...